# Sint-Bartholomeüskapel

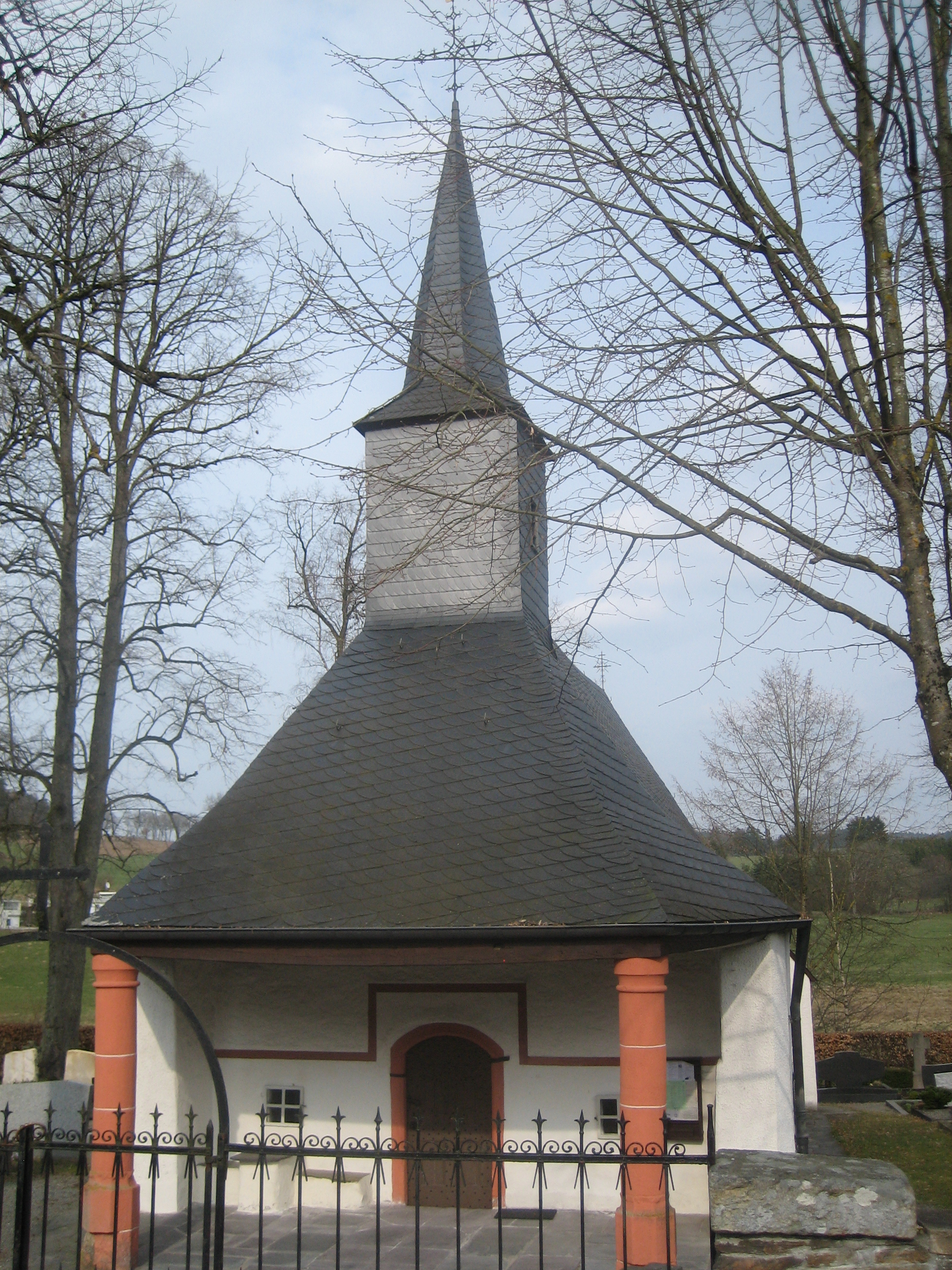
Sint-Bartholomeüskapel

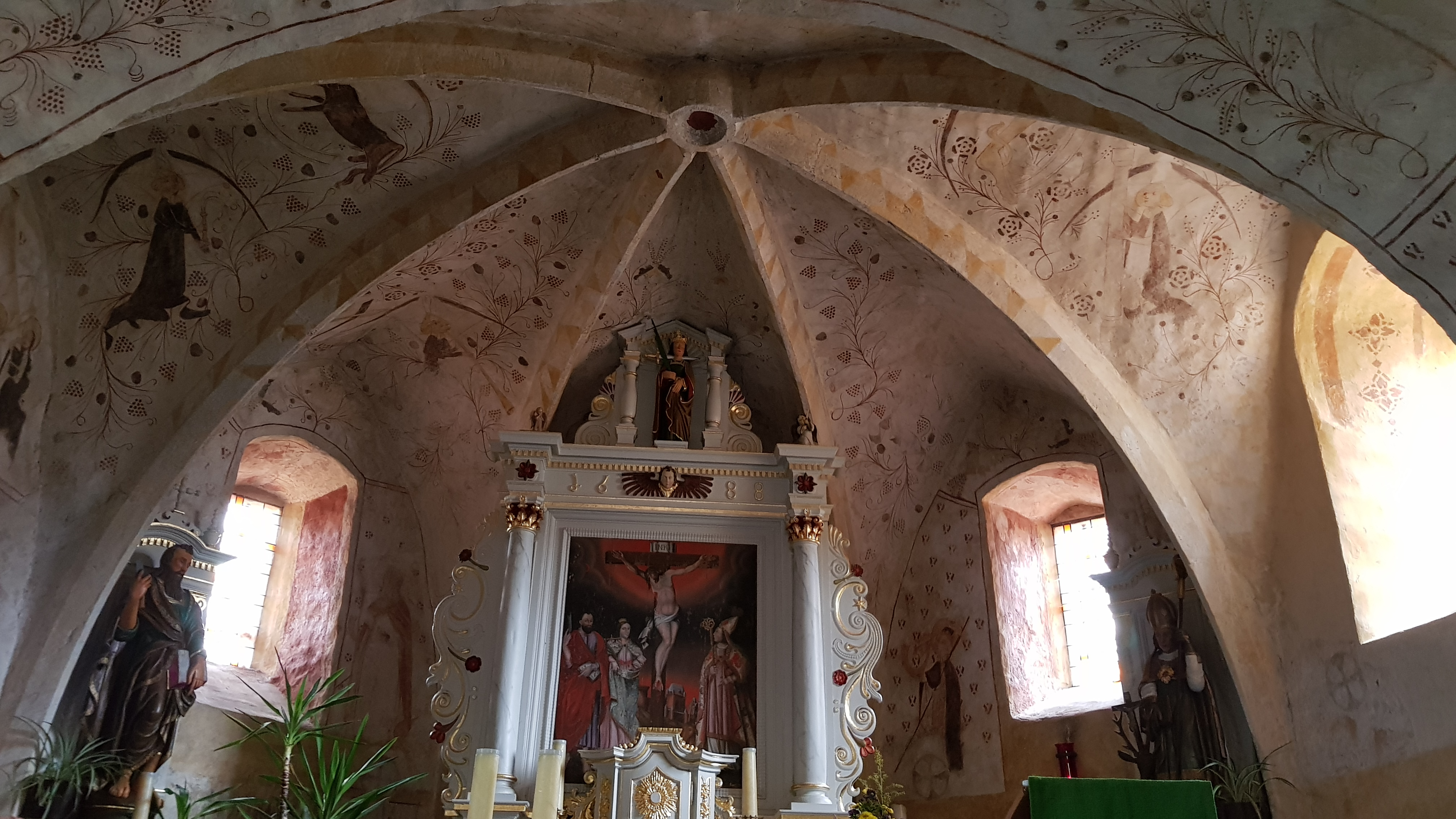
koor met muurschilderingen

De Sint-Bartholomeüskapel is een kapel in de tot de Luikse gemeente Sankt Vith behorende plaats Wiesenbach.

## Geschiedenis
Het is een van de oudste monumenten in de Duitstalige Gemeenschap in België. In het jaar 876 werd de eerste aanzet voor dit bouwwerk gegeven. De eenbeukige kapel heeft een gotisch koor en werd in 1680 gerenoveerd. In 1794 werd de kapel, die in verval was geraakt, opnieuw gerestaureerd.

## Gebouw
Het schip is gebouwd in breuksteen, welke gepleisterd is. Het dak is bedekt met leien. Voor de ingang is er een afdak dat gedragen wordt door twee  gotische pilaren. Boven het afdak bevindt zich een torentje. Het gotische koor, van de vijftiende eeuw, heeft zeldzame -eveneens gotische- muurschilderingen. Onder het afdak bevonden zich enkele grafstenen in leisteen, welke   tegenwoordig tegen de binnenwand zijn bevestigd. De eiken toegangsdeur, voorzien van nagels, is eveneens 15e-eeuws.
De kapel wordt omgeven door een omheind kerkhof.
Deze kapel werd in 1937 geklasseerd als monument en is daarmee één der eerste beschermde monumenten van België